# Nora (Insel)
Nora, auch als Norah transkribiert, ist die zweitgrößte Insel im zu Eritrea gehörenden Dahlak-Archipel im Roten Meer, und neben Dahlak Kebir und Dehil eine der drei bewohnten Inseln des Archipels.
Die Insel liegt im Nordwesten des Archipels und ist 105 km² groß. Von ihrer Südküste sind es etwa zwölf Kilometer bis zum Norden der Hauptinsel der Gruppe, Dahlak Kebir. Ihre größte Längenausdehnung von 17 km ist jedoch Nordwest-Südost. Von Nordost nach Südwest sind es 16,3 km. Die Küstenlinie ist durch große Buchten gekennzeichnet, wodurch sich eine Fläche von nur 105 km² ergibt. Verwaltungsmäßig gehört Nora wie der gesamte Dahlak-Archipel zur Region Semienawi Kayih Bahri.
Laut PNAS-Inseldatenbank hat Nora eine Fläche von genau 105,15 km². Sie erreicht ihre maximale Höhe von 37 Metern im Nordosten.
2009 hatte die Insel 373 Einwohner in 66 Haushalten.
Auf der Insel wird wie auf Dahlak Kebir und Dehil die Sprache Dahalik gesprochen.
Die gesamte Insel und die sie umgebenden Gewässer gehören zum Dahlak-Marine-Nationalpark.